# Breakthrough (filme)
Breakthrough (bra: Superação - O Milagre da Fé; prt: Um Ato de Fé) é um filme de drama cristão estadunidense de 2019 dirigido por Roxann Dawson e distribuído pela Walt Disney Studios Motion Pictures através da 20th Century Fox. Foi escrito por Grant Nieporte, baseado no romance cristão The Impossible, um relato de eventos verdadeiros escritos por Joyce Smith com Ginger Kolbaba. O filme é estrelado por Chrissy Metz, Josh Lucas, Topher Grace, Mike Colter, Marcel Ruiz, Sam Trammel e Dennis Haysbert, com uma participação especial do artista cristão contemporâneo Phil Wickham. O jogador de basquete Stephen Curry foi produtor executivo do filme.
O filme foi lançado no Brasil em 11 de abril de 2019. Já nos Estados Unidos, foi lançado em 17 de abril de 2019 e foi o primeiro filme da 20th Century Fox a ser distribuído juntamente pela Walt Disney Studios Motion Pictures, após a aquisição da empresa pela Disney. Foi lançado em Portugal em 9 de maio de 2019.
Breakthrough é o 14° maior filme cristão em bilheteria da história da América do Norte, com mais de 40.7 milhões de dólares. Mundialmente, o filme arrecadou mais de 50 milhões de dólares, através de um orçamento de 14 milhões de dólares. O filme recebeu uma indicação no Oscar 2020 na categoria de melhor canção original, com a música "I'm Standing with You", de Chrissy Metz.

## Elenco
- Chrissy Metz como Joyce Smith, uma mulher altamente religiosa, esposa de Brian e mãe adotiva de John.
- Josh Lucas como Brian Smith, marido de Joyce e pai adotivo de John.
- Marcel Ruiz como John Smith, um menino de 14 anos guatemalteco que teve uma recuperação milagrosa.
- Topher Grace como pastor Jason Noble, o pastor local que tenta se conectar com a juventude.
- Mike Colter como Tommy Shine, um socorrista que teve um momento com Deus para salvar John.
- Sam Trammell como Dr. Kent Sutterer
- Dennis Haysbert como Dr. Garrett
- Maddy Martin como Abby Sutterer, filha do Dr. Kent Sutterer e o interesse amoroso de John.
- Isaac Kragten como Josh, um dos amigos de John.
- Nikolas Dukic como Reiger, um dos amigos de John.
- Taylor Mosby como Chayla, um dos amigos de John.
- Ali Skovby como Emma, uma das amigas de John.
- Chuck Shamata como Fire Chief
- Nancy Sorel como Mrs. Abbott, o professor de História da família no colégio cristão aonde John e seus amigos estudam.
- Lisa Durupt como Paula Noble, esposa do pastor Jason e mãe de seu filho e filha.
- Rebecca Staab como Cindy Reiger

## Produção
O produtor DeVon Franklin ajudou a família Smith a encontrar um agente literário e depois desenvolver o livro em um filme depois de publicado. O filme foi filmado em Manitoba de março a maio de 2018. Os locais para as filmagens de 31 dias incluíram Winnipeg, Selkirk e Portage la Prairie.

## Lançamento e bilheteria
Breakthrough foi lançado no Brasil em 11 de abril. Já nos Estados Unidos foi lançado pela Walt Disney Studios Motion Pictures através da 20th Century Fox em 17 de abril de 2019, no mesmo dia do filme Penguins da Disneynature (outro filme distribuído pela Disney).
O filme arrecadou mais de 40.7 milhões de dólares domesticamente (na América do Norte) e mais de 9.7 milhões de dólares internacionalmente, totalizando 50.4 milhões de dólares mundialmente, através de um orçamento de 14 milhões de dólares.

## Recepção

### Crítica
No agregador de críticas dos Estados Unidos, o Rotten Tomatoes, na pontuação onde a equipe do site categoriza as opiniões da  grande mídia e da mídia independente apenas como positivas ou negativas, o filme tem um índice de aprovação de 63% calculado com base em 64 comentários dos críticos. Por comparação, com as mesmas opiniões sendo calculadas usando uma média aritmética ponderada, a nota alcançada é 5.6/10 que é seguida do consenso: "Como seu personagem principal, Breakthrough é ferozmente focado na fé - mas seus elementos menos sutis são equilibrados por performances fortes e uma história edificante".
Em outro agregador de críticas também dos Estados Unidos, o Metacritic, que calcula as notas das opiniões usando somente uma média aritmética ponderada de determinados veículos de comunicação em maior parte da grande mídia, o filme tem 17 avaliações da imprensa anexadas no site e uma pontuação de 46 entre 100, com a indicação de "revisões mistas ou neutras".

### Público
O público pesquisado pelo CinemaScore deu ao filme uma nota média de "A" em uma escala de A+ a F, enquanto os do PostTrak deu 4,5 de 5 estrelas e uma "recomendação definitiva" de 69%.

## Prêmios e nomeações
| Prêmio                       | Data de cerimônia      | Categoria                  | Recipiente(s)                                        | Resultado | Ref.          |
| ---------------------------- | ---------------------- | -------------------------- | ---------------------------------------------------- | --------- | ------------- |
| Critics' Choice Movie Awards | 12 de janeiro de 2020  | Melhor Canção              | "I'm Standing With You" (Chrissy Metz)               | Indicado  | [ 16 ] [ 17 ] |
| GMA Dove Awards 2019         | 15 de outubro de 2019  | Filme Inspiracional do Ano | Breakthrough                                         | Venceu    | [ 18 ]        |
| Oscar 2020                   | 9 de fevereiro de 2020 | Melhor Canção Original     | "I'm Standing With You" (Diane Warren, Chrissy Metz) | Indicado  | [ 6 ]         |